# Ignace Lepp
Ignace Lepp (1909. október 24. – Párizs, 1966. május 29.) észt származású francia kommunista aktivista, filozófus; majd katolikus pap, pszichológus és író.

## Élete és munkássága
Tehetős család gyermekeként született. Származásáról és korai éveiről kevés és ellentmondásos információ maradt fenn. Nyolc éves volt, amikor a haditengerészetnél szolgáló édesapja az első világháború harcaiban elesett.
1924-ben, tizenöt éves gimnazistaként, Gorkij Az anya című regényének hatására felvételét kérte az Ifjúkommunisták szervezetébe, és hamarosan szakított családjával. 1925-ben a kommunista ifjúsági mozgalom körzeti propaganda-felelőse (agitprop-titkár). Ugyanebben évben utazott először a Szovjetunióba. 1927-ben, amikor elérte a megfelelő korhatárt, belépett a kommunista pártba. Egyetemistaként fontos pártmegbízásokat kapott, titkos pártküldöttként számos országban hajtott végre feladatokat, főként a Nemzetközi Vörös Segély szolgálatában.
1929-ben megválasztották a Komintern égisze alatt működő Forradalmi Értelmiségiek Uniójának főtitkárává. E szervezet célja az volt, hogy a szovjet kommunista párt befolyását kiterjessze az európai baloldali mozgalmakra és a baloldallal szimpatizáló tekintélyes személyiségekre. Ettől kezdve csaknem évente utazott a Szovjetunióba. Főtitkári minőségében megismerkedett Európa szinte valamennyi jelentős kommunista vagy baloldali érzelmű írójával és művészével. 1932–1933-ban Németországban többször letartóztatták, 1934-ben halálra ítélték, de kommunista elvtársainak sikerült kimenekíteniük a börtönből és átjuttatniuk a Szovjetunióba. Itt először végleges letelepedési engedélyért folyamodott, amit meg is kapott, együtt tifliszi egyetemi tanári kinevezésével. Az ezt követő több hónapos szovjet-oroszországi tartózkodása alatt szembesült azzal, hogy a sztálini kommunizmus – legfőképpen a proletárdiktatúra túlkapásai és a társadalmi egyenlőtlenségek növekedése, az egyéni szabadság elnyomása – éles ellentétben állnak azokkal az eszményekkel, melyek őt serdülőként a kommunizmushoz vezették. Oly mértékű volt a csalódása, hogy 1935 körül visszatért Franciaországba.
Kilábalva a kiábrándultság okozta egzisztenciális krízisből megismerkedett a kereszténységgel, katolizált, majd a lyoni egyetemen elvégezte a teológiát. 1941-ben pappá szentelték. Az 1950-es évek első felében Marokkóban működött, kiadója és igazgatója volt a Maroc-Monde című észak-afrikai katolikus újságnak. 1955-ben Párizsba visszatérve érdeklődése egyre inkább a pszichológia felé fordult. Vezetője lett az Institut de Psychosynthèse-nek, és egyetemen is oktatta a pszichológiát.
Az 1950-es és 60-as évek folyamán számos nagysikerű filozófiai, vallási és lélektani könyvet írt, amelyeket valamennyi nyugati világnyelve lefordítottak. Művei összes kiadásának példányszáma meghaladja a milliót. A szocialista országokban nem jelenhettek meg az írásai. Magyar nyelven, a rendszerváltozás után négy művét adták ki (2019-ig).

## Művei
- Au seuil de la guerre impérialiste (1930)
- De la dialectique idéaliste de Hegel à la dialectique révolutionnaire de Marx (1931, thèse)
- La philosophie politique de Platon (1931, thèse complémentaire)
- Peines et espoirs du prolétariat (1947)
- Existence et existentialismes (1948)
- Le marxisme, philosophie ambiguë et efficace (1949)
- L'existence authentique (1951)
- La communication des existences (1952)
- La philosophie chrétienne de l'existence (1953)
- Midi sonne au Maroc (1954)
- Itinéraire de Karl Marx à Jésus-Christ (1955)
- Le monde chrétien et ses malfaçons (1956)
- Espoirs et déboires du progressisme (1956)
- Clartés et ténèbres de l'âme (1956)
- Hygiène de l'âme (1958)
- Anfechtung und Trost (1959)
- Psychanalyse de l'amour (1959) – magyarul: A szeretet pszichoanalízise. Szeged, Agapé (1999)
- Liebe, Neurose und Christliche Moral (1960)
- Psychanalyse de l'athéisme moderne (1961) – magyarul: A modern ateizmus pszichoanalízise. Budapest, Kairosz (2005)
- Wagnisse des Daseins (1963)
- Teilhard et la foi des hommes (1963)
- La morale nouvelle, psychosynthèse de la vie morale (1963)
- Les chemins de l'amitié (1965) – magyarul: A barátság pszichológiája. Szeged, Agapé (1999)
- La Mort et ses mystères: approches psychanalytiques (1966)
- L'art de vivre de l'intellectuel (1966)
- Lettres posthumes à mes lecteurs. /Préf. Paul Chauchard/ (1970)

## Magyarul
- A szeretet pszichoanalízise; szöveggond. Bokor Beátrix, Szarvas János; Agapé, Szeged/Novi Sad, 1999 (Dimenziók)
- A barátság pszichológiája; szöveggond. Bokor Beátrix, Szarvas János; Agapé, Szeged/Novi Sad, 1999 (Dimenziók)
- A modern ateizmus pszichoanalízise; ford. Ferencz István; Kairosz, Bp., 2005
- Utam Marxtól Krisztusig – Személyes beszámoló egy damaszkuszi életútról; ford. Keresztes András; Kairosz, Budapest, 2019